# Juan Diego (aktor)
Juan Diego, właściwie Juan Diego Ruíz Montero (ur. 14 grudnia 1942 roku w Bormujos, zm. 28 kwietnia 2022 w Madrycie) – hiszpański aktor filmowy, który pojawił się na scenie, produkcjach filmowych i telewizyjnych od 1957 roku. 
Wśród jego wiodących ról są: San Juan de la Cruz w dramacie Ciemna noc (La Noche oscura, 1989) z Julie Delpy, Alvar Núñez Cabeza de Vaca w filmie historycznym Cabeza de Vaca (1991), Cochero w dramacie krótkometrażowym Pozwalam tobie mówić (Déjeme que le cuente, 1998), Gildo w dramacie Twoje nowe życie (La Vida que te espera, 2004), Antonio Fuentes w dramacie Siódmy dzień (El Séptimo día, 2004). 
Ma na koncie trzy nagrody Goya za kreacje - Villaescusy w Oniemiały król (El rey pasmado, 1991) u boku Joaquima de Almeidy, Boronata w komedii Paryż-Timbuktu (París Tombuctú, 1999) i Santiago w komediodramacie Odejdź raz na zawsze (Vete de mí, 2006) oraz dwie nagrodą Silver Biznaga na festiwalu filmowym w Málaga; jako Sotomayor w dramacie Palarnia (Smoking Room, 2002), za postać Damiána w dramacie Remake (2006) i rolę Gandhiego w filmie El Triunfo (2006).
Występował także na scenie m.in. w sztukach Czytelnik na godzinę (El lector por horas, 1999) i Pianista (El pianista, 2005).

## Nagrody
- Nagroda Goya
  - Najlepszy aktor: 2007 Odejdź raz na zawsze
  - Najlepszy aktor drugoplanowy: 2000  París Tombuctú